# Alurnus octopunctatus
Alurnus octopunctatus is een keversoort uit de familie bladkevers (Chrysomelidae). De wetenschappelijke naam van de soort werd in 1851 gepubliceerd door Léon Marc Herminie Fairmaire.